# Silberunze Afrikanischer Springbock

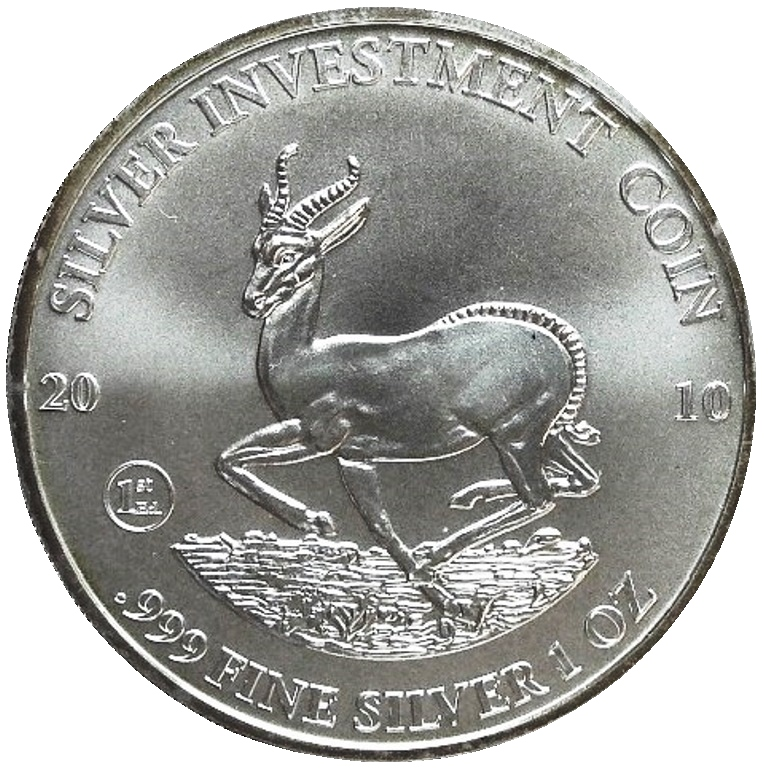
Motiv: Springbock auf Silberunze

Unter der Silberunze Afrikanischer Springbock versteht man eine Reihe von Silbermünzen im Feingewicht von einer Unze, die seit 2010 von den Staaten Malawi und Gabun herausgegeben werden.
Die Republik Malawi gab ab dem Jahr 2000 jährlich Sammler- und Anlegermünzen mit afrikanischen Motiven, aber auch aus weltweiten Anlässen aus. Im Jahr 2010 begann die Ausgabe einer Silbermünze im Feingewicht von einer Unze. Als Motiv diente der afrikanische Springbock, der im Unterschied zu bekannten südafrikanischen Münzen gespiegelt abgebildet wird. Die mitunter anzutreffende Bezeichnung als „Silbermünze Krügerrand“ ist jedoch nicht exakt, denn der „Rand“ ist die Währung von Südafrika und nicht der Ausgabeländer der Silberunze. Seit 2012 werden diese Münzen von der Republik Gabun herausgegeben. Zum 50. Jubiläum des Krügerrands im Jahr 2017 wurden die Münzen aus Gabun und Malawi um eine aus Südafrika stammende Silber-Krügerrand-Münze ergänzt.

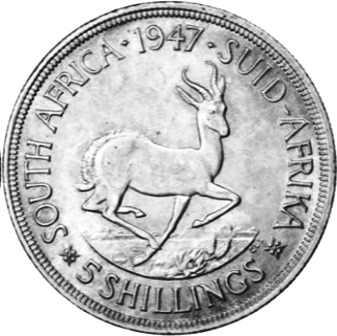
Südafrika Springbock Silbermünze 5 Shillings 1947

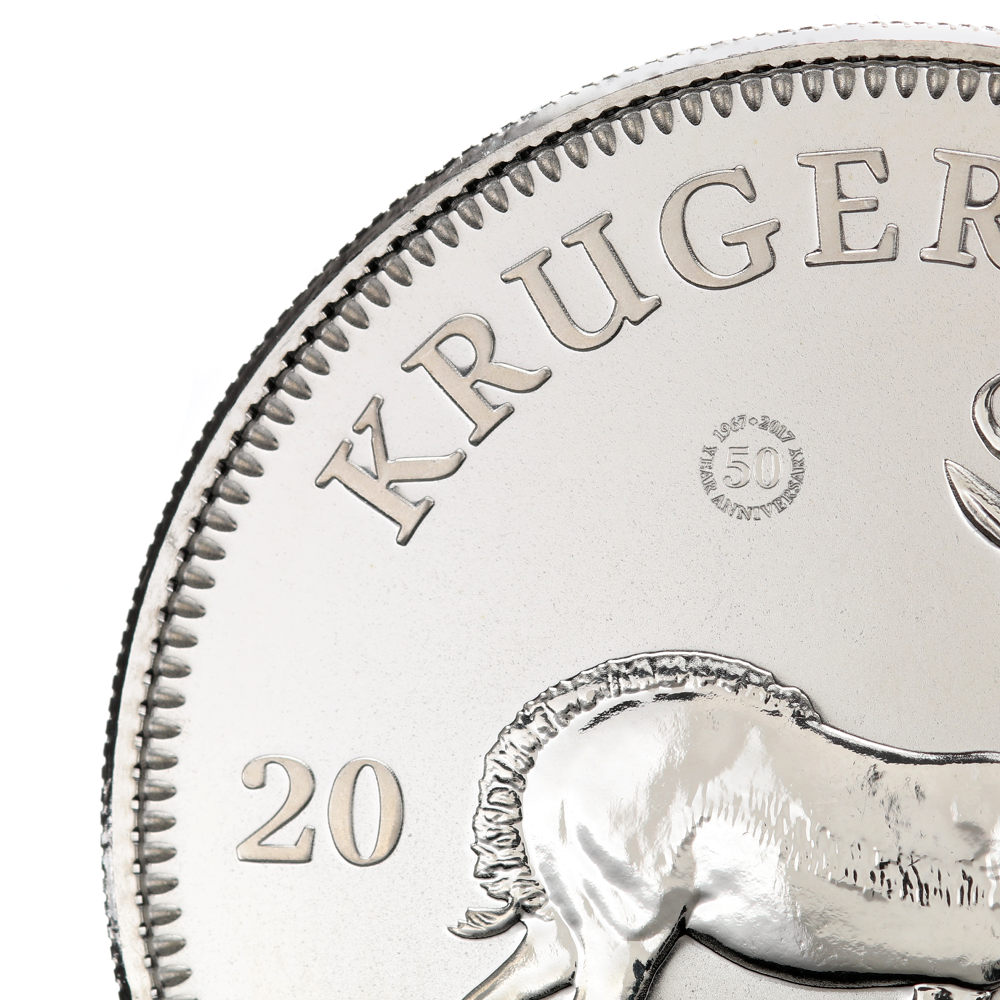
Detail der 1 oz Krügerrand Silbermünze von 2017

## Motiv Springbock
Der Springbock wurde erstmals 1947 auf der südafrikanischen Silbermünze 5 Shillings als Motiv verwendet; geprägt in der South African Mint in Pretoria aus 800er Silber mit einem Gewicht von 28,28 g und einem Durchmesser von 38,61 mm. Die Ausgabe dieser Münze erfolgte anlässlich des Besuches von König George VI. in Südafrika. Der südafrikanischen Bildhauer Coert Steynberg (1905–1982) entwarf die Bildseite der Münze. Der Springbock war damals Wappentier des Apartheid-Staates Südafrika.
Auch die nachfolgenden 5 Shillings-Silbermünzen von 1948 bis 1959 zeigen dieses Springbock-Motiv.
Nach der Währungsumstellung am 14. Februar 1961 in Südafrika wird das Springbock-Motiv von 1961 bis 1964 erneut für die Silbermünzen zu 50 Cents aus 500er Silber mit einem Gewicht von 28,28 g und einem Durchmesser von 39 mm verwendet.
Außerdem wird das Springbock-Motiv ab 1952 auch für die Prägung südafrikanischer Goldmünzen zu ½ und 1 Pound aus 916⅔er Gold mit einem Gewicht von 3,99 g bzw. 7,98 g und einem Durchmesser von 18,1 mm bzw. verwendet.
Ab Juli 1967 wird die erfolgreiche Goldanlegermünze „Krügerrand“ (in Südafrika „Krugerrand“ genannt) mit dem unveränderten Springbock-Motiv ausgegeben. Damit wurde das Motiv von Coert Steynberg weltweit bekannt. Die Prägung erfolgte bis einschließlich 2016 aus 916⅔er Gold als 1/10, 1/4, 1/2 und 1 Unze Feingold. 2017 werden erstmals auch Prägungen zu 50, 5, 1/20 und 1/50 Unzen Feingold herausgegeben. Erstmals soll auch eine Silberunze mit dem Original-Krügermotiv ausgegeben werden.
Die Gestaltung der Silberunze aus Malawi und Gabun unterscheidet sich vom Krügerrand außer der Spiegelung des Springbock-Motives durch eine veränderte Darstellung der Savannenlandschaft. Außerdem gibt es bei diesen Silberunzen eine Besonderheit. In deren Landschaft ist unterhalb des angewinkelten Vorderbeines des Springbocks die auf dem Kopf stehende Darstellung eines jährlich wechselnden Tiermotives versteckt. Der Silber-Krügerrand der South African Mint hingegen hat das Münzbild des Gold-Krügerrands übernommen. Ein Novum jedoch ist, dass ein Nennwert (1 Rand) aufgeprägt ist, denn der Krügerrand war bis dato die einzige Bullionmünze ohne Nennwert.

## Ausgabeland Republik Malawi
Die Ausgaben der Silberunze der Republik Malawi in den beiden Jahren 2010 und 2011 erfolgten mit dem Nennwert von 50 Kwacha. Der Kwacha ist seit 1971 Landeswährung und bedeutet „Morgendämmerung“ bzw. „Freiheit“. Nach dem Umrechnungskurs von 2010 waren 50 Kwacha = 0,24 EUR und 2011 = 0,22 EUR.

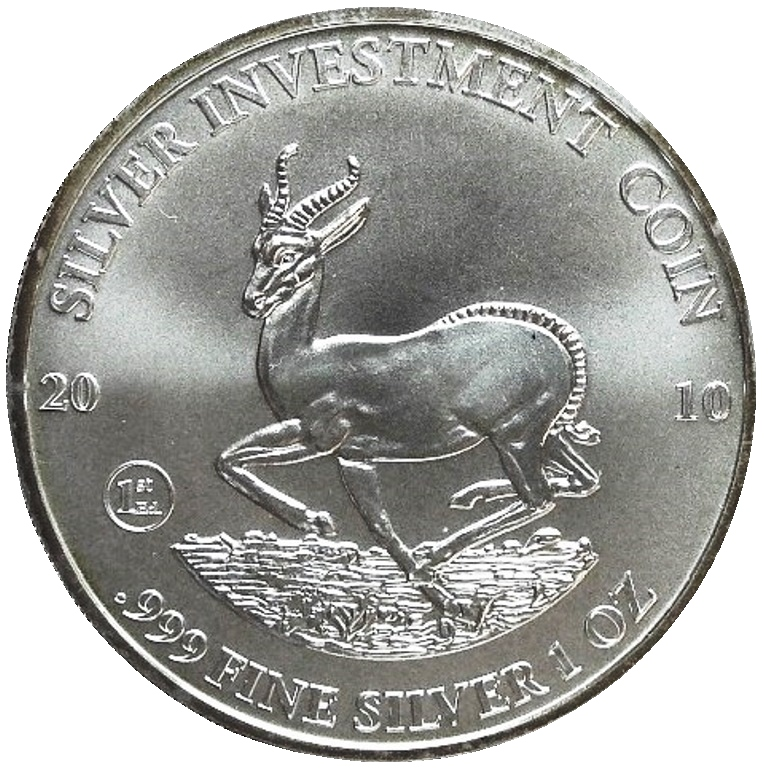
Malawi Silberunze Springbock 2010
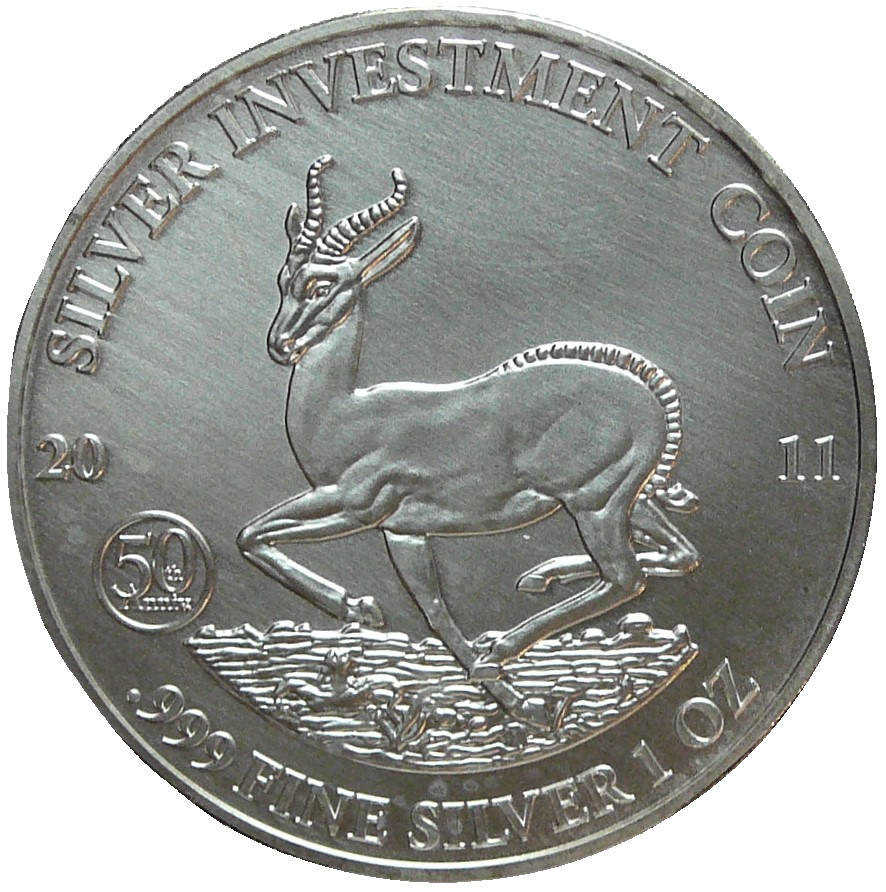
Malawi Silberunze Springbock 2011
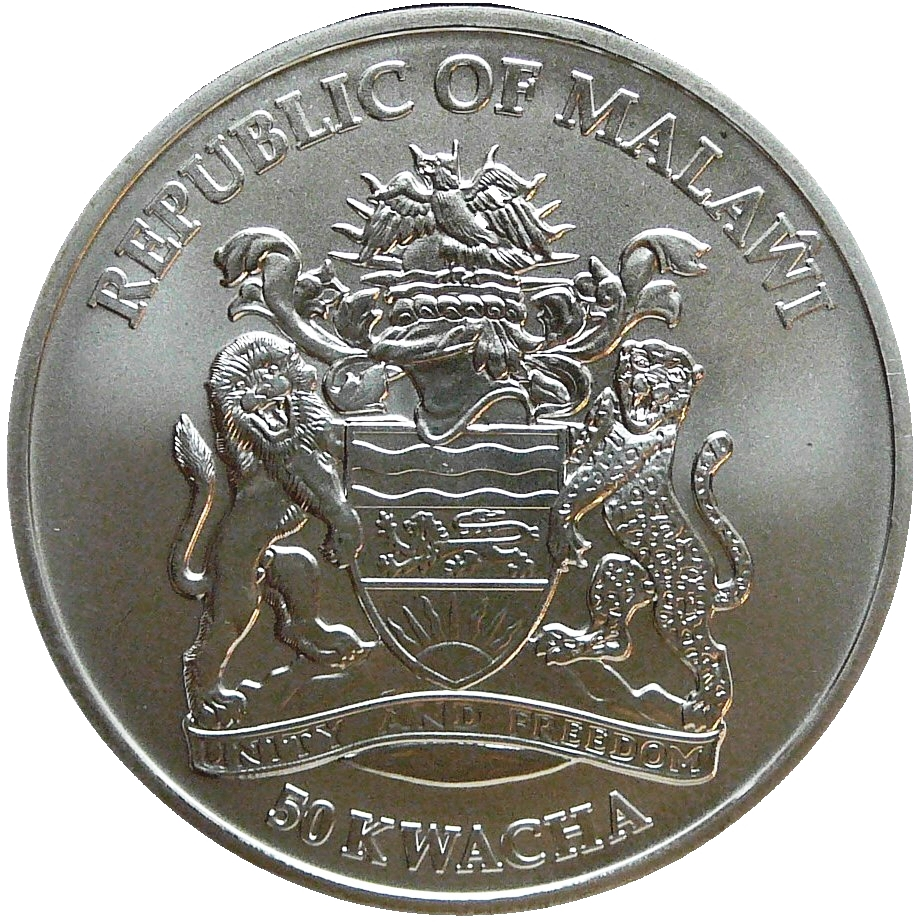
Malawi Silberunze Wappenseite 2010–2011

Bildseite
Springbock auf Savannenlandschaft mit versteckter Tierdarstellung. Links daneben eine Privy Mark in einem Kreis.
Jahreszahl durch Springbock-Motiv geteilt; Umschrift in Englisch oben: SILVER INVESTMENT COIN und unten: .999 FINE SILVER 1 OZ
Wappenseite
Staatswappen von Malawi mit Wahlspruch in Englisch „UNITY AND FREEDOM“ („Einigkeit und Freiheit“);
Umschrift oben Staatsbezeichnung in Englisch: REPUBLIC OF MALAWI und unten Nennwert: 50 KWACHA
Rand
beidseitig glattes Randstäbchen; Rand gerade geriffelt

## Ausgabeland Republik Gabun
Ab 2012 wird nicht mehr Malawi, sondern die Republik Gabun als herausgebendes Land auf der Silberunze genannt. Die Ausgaben erfolgen mit dem Nennwert von 1.000 Francs CFA BEAC (XAF) (= Franc de la Coopération Financière en Afrique Centrale). Es ist die seit 1972 bestehende gemeinsame Währung der Zentralafrikanischen Staaten, die vom Institut Banque des États de l’Afrique Centrale ausgegeben wird. Die Währung ist mit dem Kurs von 1 EUR = 655,957 Francs CFA BEAC fest an den EURO gebunden, somit entspricht der Nennwert der Münze = 1,52 EUR.
Die Herstellung der ersten Silberunze unter Gabun im Jahr 2012 erfolgte mit poliertem Prägestempel, danach als stempelglanz matt. Die Gestaltung der Bildseite bleibt 2012 und 2013 unverändert. Ab dem Jahr 2014 änderte sich die Umschrift in „Der afrikanische Springbock“.

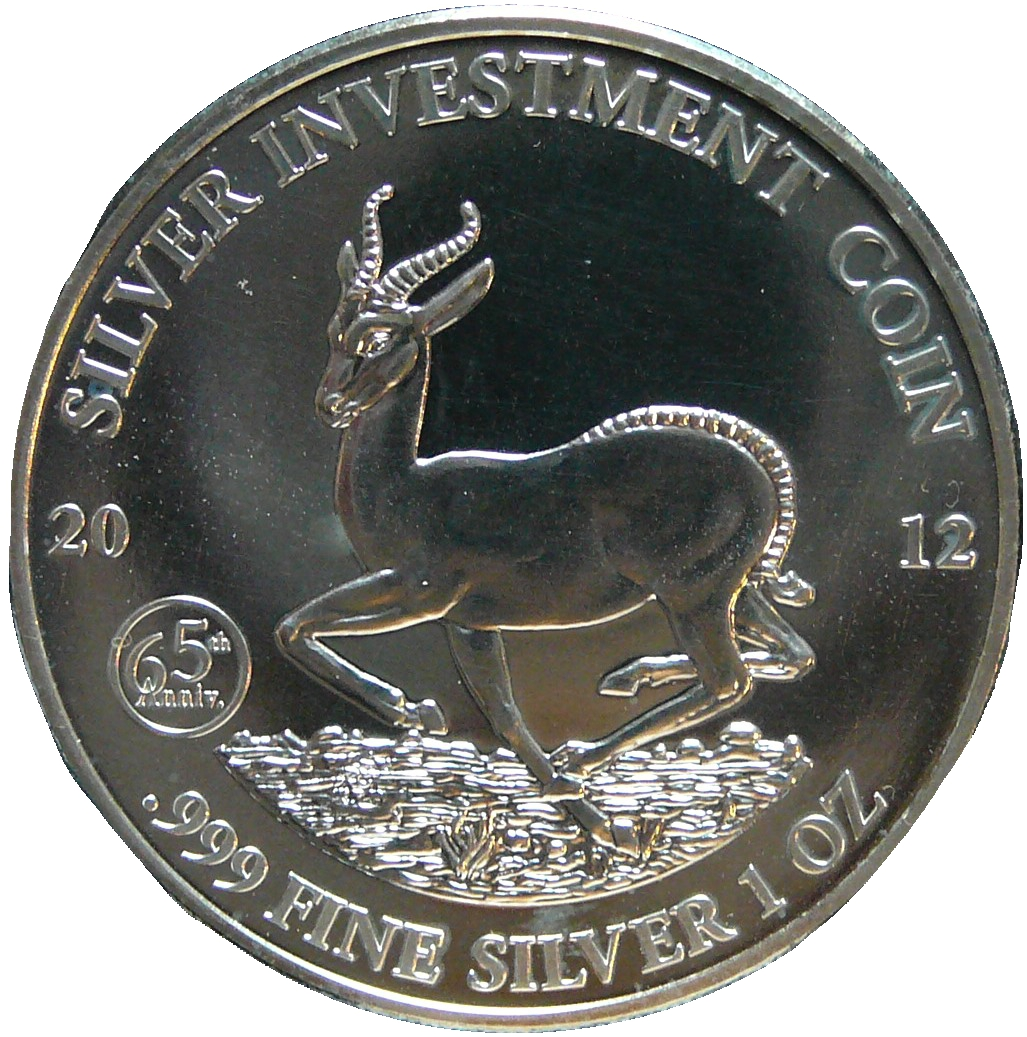
Gabun Silberunze Springbock 2012
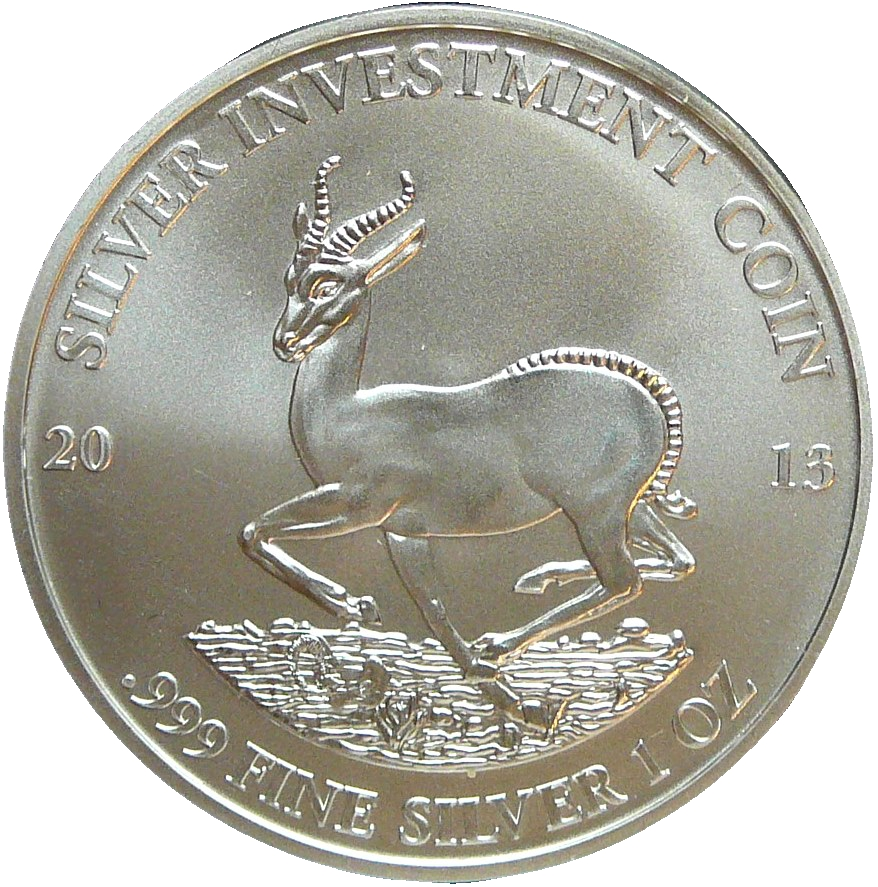
Gabun Silberunze Springbock 2013
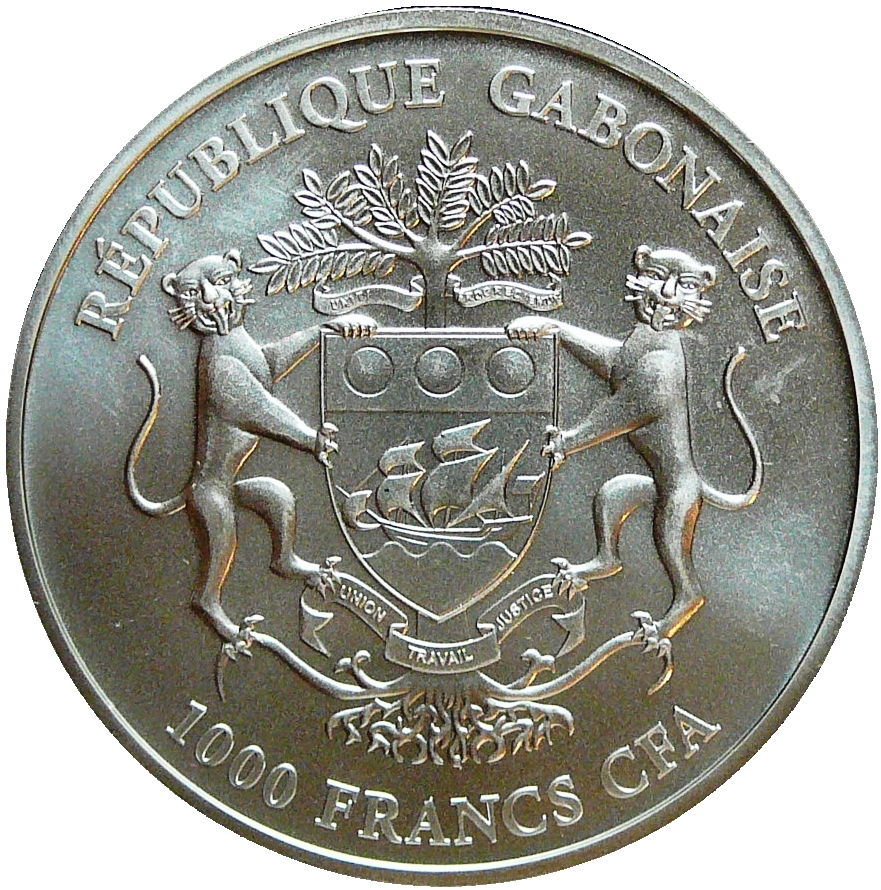
Gabun Silberunze Wappenseite ab 2012
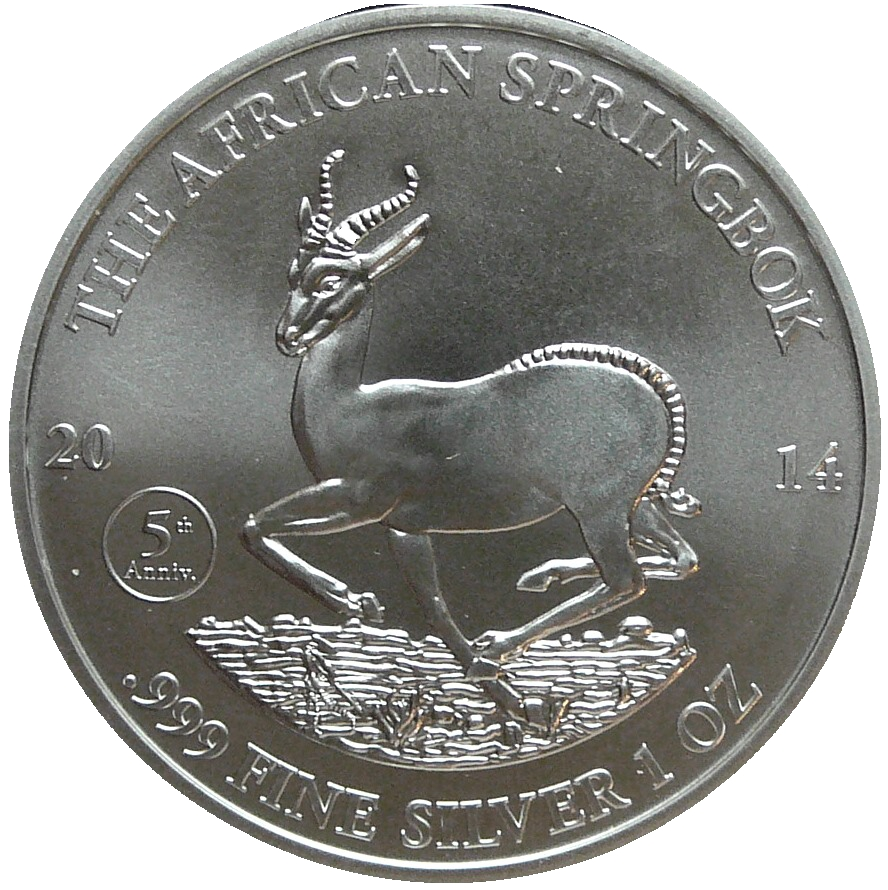
Gabun Silberunze Springbock 2014
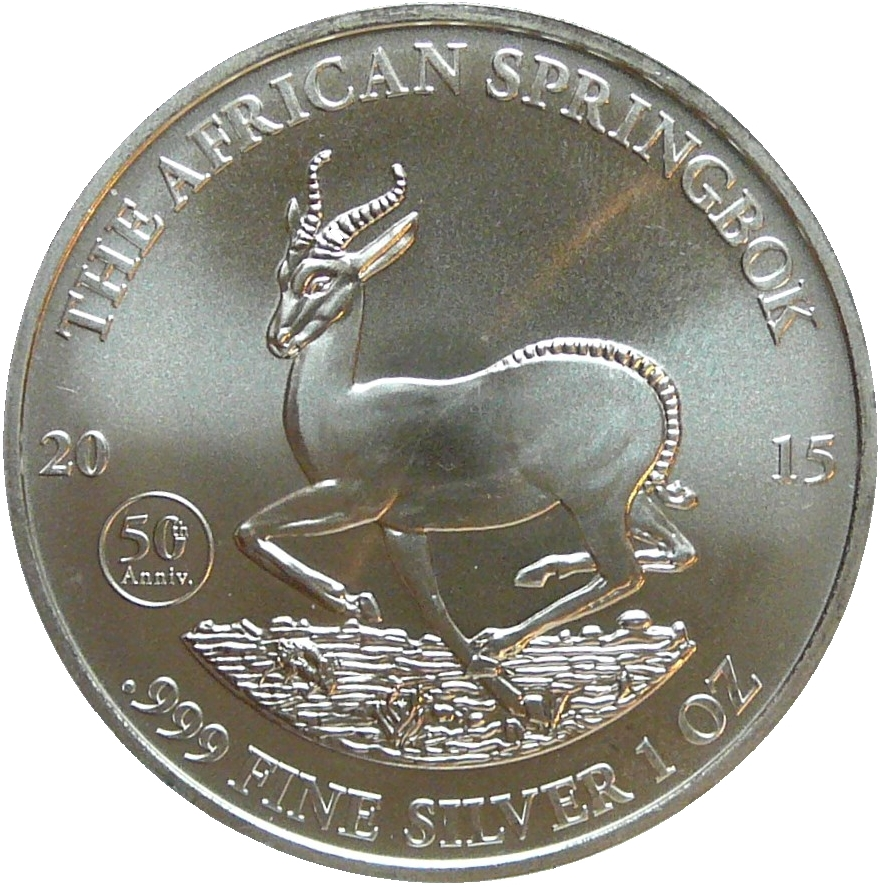
Gabun Silberunze Springbock 2015
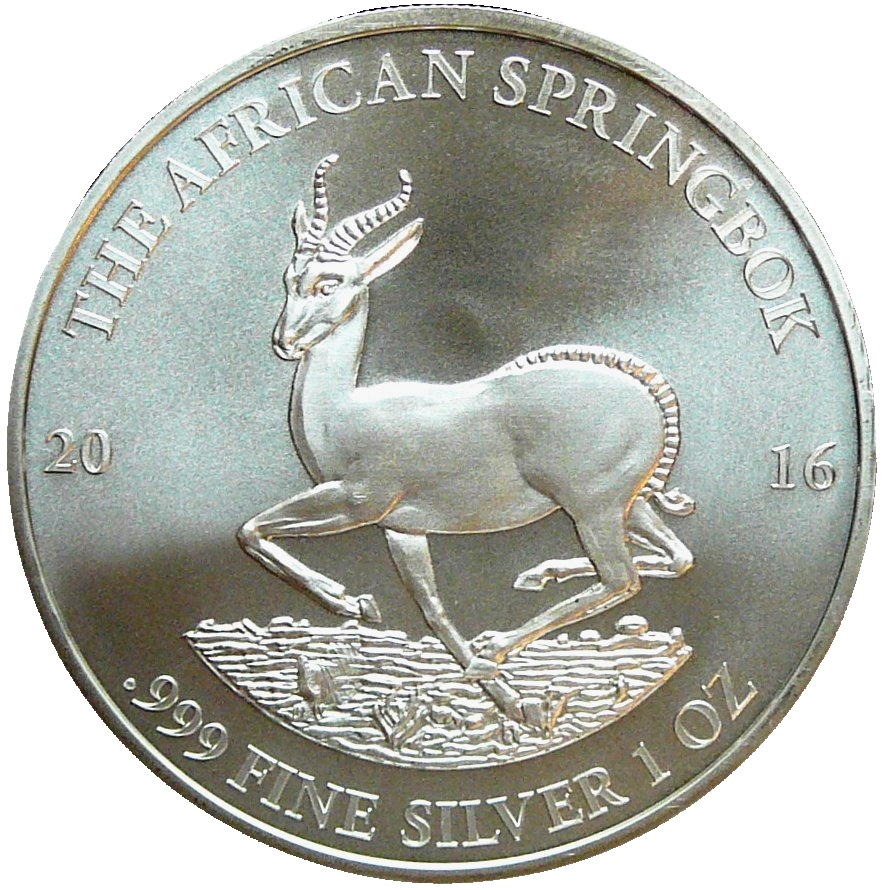
Gabun Silberunze Springbock 2016
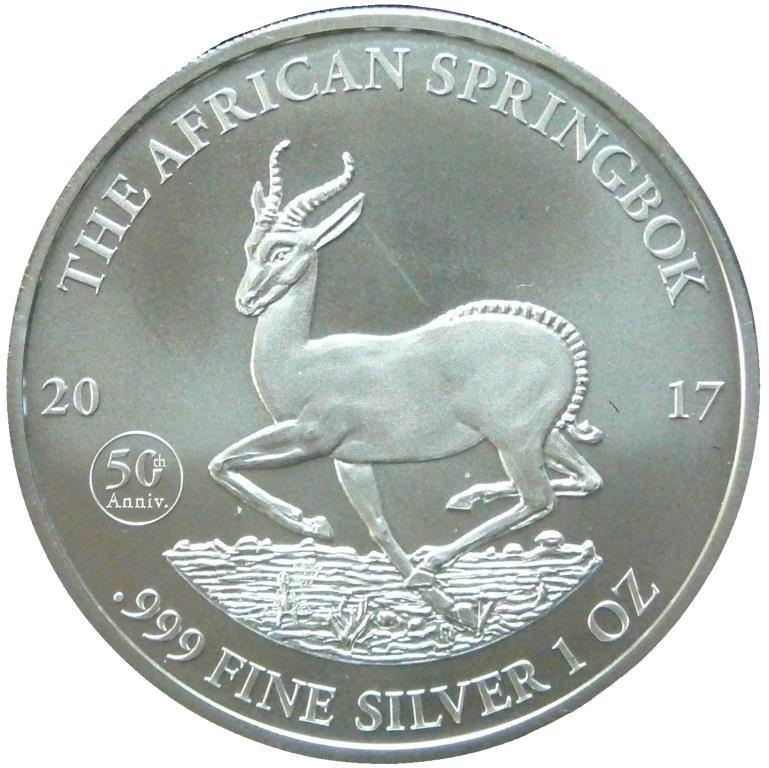
Gabun Silberunze Springbock 2017

Bildseite
Springbock auf Savannenlandschaft mit versteckter Tierdarstellung. 2012, 2014 und 2015 mit Privy Mark in einem Kreis. Jahreszahl durch Springbock-Motiv geteilt.
Umschrift 2012 und 2013 in Englisch oben: SILVER INVESTMENT COIN und unten: .999 FINE SILVER 1 OZ
Umschrift ab 2014 in Englisch oben: THE AFRICAN SPRINGBOK und unten: .999 FINE SILVER 1 OZ
Wappenseite
Staatswappen von Gabun mit französischen Nationalspruch auf Spruchband: „Union, Travail, Justice“ („Einigkeit, Arbeit, Gerechtigkeit“) und lateinisches Motto auf Spruchband über dem Schild: „Uniti progredimur.“ (Vereint werden wir vorwärtsschreiten). Staatsbezeichnung als Umschrift oben RÈPUBLIQUE GABONAISE und unten Nennwert 1000 FRANCS CFA
Rand
beidseitig glattes Randstäbchen; Rand gerade geriffelt

## Besonderheiten der Jahrgänge

### Münzmarkierung
Einzelne Jahrgänge sind auf der linken Bildseite mit einer Münzmarkierung (Privy Mark) anlässlich folgender Ereignisse versehen:
- 2010 “1st Ed.” = Erstauflage als Zeichen für die erste Ausgabe der Münzserie.
- 2011 “50th Anniv.” = 50. Jahrestag der Abbildung des Springbockmotives von Coert Steynberg auf den ersten Goldmünzen nach der Währungsumstellung in Südafrika am 14. Februar 1961 mit dem Nennwert von 1 und 2 Rand, geprägt von 1961 bis 1983 aus 916⅔er Gold mit 3,99 g bzw. 7,98 g.[8]
- 2012 “65th Anniv.” = 65. Jahrestag der ersten Abbildung des Springbockmotives von Coert Steynberg auf einer südafrikanischen Silbermünze, geprägt 1947 mit dem Nennwert von 5 Shillings aus 800er Silber mit einem Gewicht von 28,28 g.[2]
- 2013 keine Münzmarkierung
- 2014 “5th Anniv.” = 5. Jahrestag des Beginns der Münzserie und Zeichen für die fünfte Ausgabe der Silberunze mit dem Springbock-Motiv.

- 2015 “50th Anniv.” = 50. Jahrestag der ersten Abbildung eines Springbocks auf einer Silbermünze nach der Währungsumstellung in Südafrika am 14. Februar 1961 mit dem Nennwert von 1 Rand, geprägt 1965, 1966 und 1968 aus 800er Silber mit einem Gewicht von 15 g.[9]
- 2016 keine Münzmarkierung
- 2017 “50th Anniv.” = 50. Jahrestag der Erstausgabe der Goldanlegermünze Krügerrand aus 1 Unze Feingold.[10]

### Verstecktes Tiermotiv

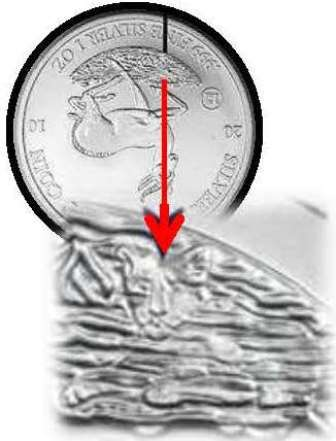
2010 liegender Löwe

Bei den Silberunzen ist in der Savannenlandschaft unterhalb des angewinkelten Vorderbeines des Springbocks ein jährlich wechselndes Tiermotiv versteckt. Um die Darstellung zu erkennen, muss die Münze auf den Kopf gestellt werden.

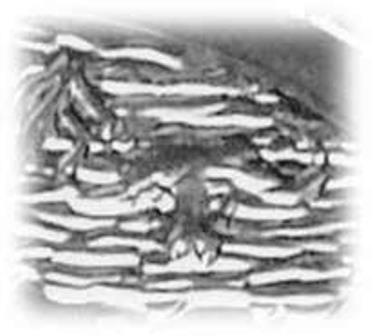
2011 Büffelkopf
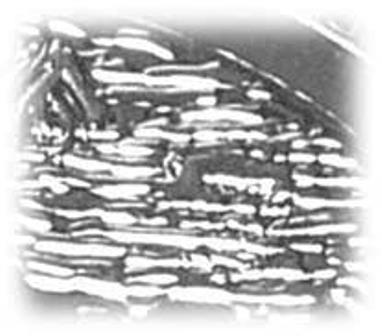
2012 Gorillakopf
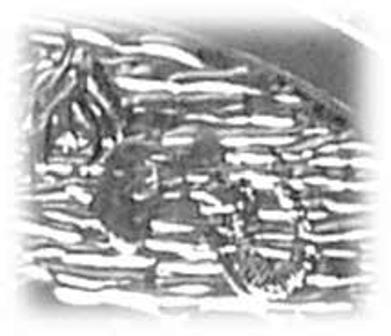
2013 Elefantenkopf
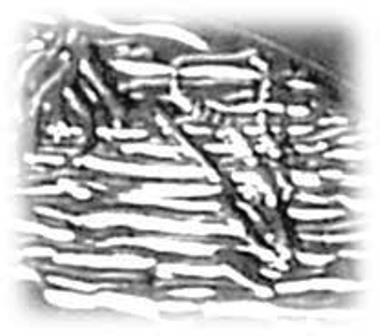
2014 Springbockkopf
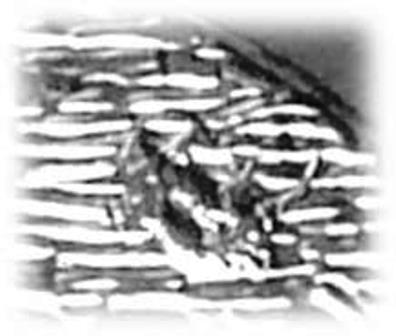
2015 Nashornkopf
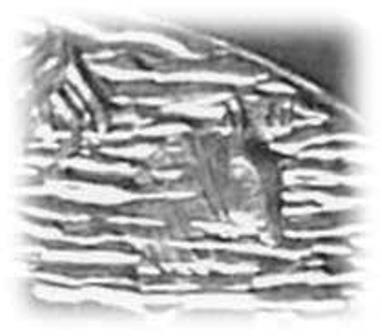
2016 Zebrakopf
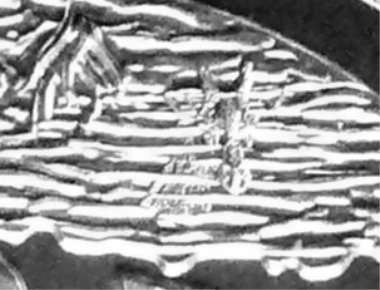
2017 Giraffenkopf mit Halsansatz

## Technische Daten
Auf der Bildseite der Münzen sind Feinsilbergehalt und Silbergewicht angegeben: 999 ‰ Silber mit einem Feingewicht von einer Unze = 31,1034768 g. Daraus ergibt sich ein Soll-Bruttogewicht von mindestens 31,135 g. Messungen der oben abgebildeten Münzen ergaben die Gewährleistung des Bruttomindestgewichts durch die Ausgabeländer. Ein Münzzeichen für die Prägestätte fehlt bisher. Ab 2011 verringert sich der Soll-Durchmesser von 40,0 mm auf 38,6 mm. Zum Ausgleich erhöht sich die Dicke der Münze.
| Jahr | Nominal          | Auflage      | Herstellungsart         | Gewicht | Ø maximal | Dicke   |
| ---- | ---------------- | ------------ | ----------------------- | ------- | --------- | ------- |
| 2010 | 50 Kwacha        | 30.000 Stück | Stempelglanz seidenmatt | 31,43 g | 40,02 mm  | 2,92 mm |
| 2011 | 50 Kwacha        | 30.000 Stück | Stempelglanz seidenmatt | 31,26 g | 38,55 mm  | 2,97 mm |
| 2012 | 1.000 Francs CFA | 30.000 Stück | Stempelglanz glänzend   | 31,43 g | 38,55 mm  | 3,06 mm |
| 2013 | 1.000 Francs CFA | 30.000 Stück | Stempelglanz seidenmatt | 31,36 g | 38,55 mm  | 3,02 mm |
| 2014 | 1.000 Francs CFA | 30.000 Stück | Stempelglanz seidenmatt | 31,26 g | 38,54 mm  | 3,04 mm |
| 2015 | 1.000 Francs CFA | 30.000 Stück | Stempelglanz seidenmatt | 31,30 g | 38,52 mm  | 3,07 mm |
| 2016 | 1.000 Francs CFA | 30.000 Stück | Stempelglanz seidenmatt | 31,55 g | 38,45 mm  | 2,96 mm |
| 2017 | 1.000 Francs CFA | 30.000 Stück | Stempelglanz seidenmatt | 31,27 g | 38,50 mm  | 2,98 mm |